# Марк Хармън
Марк Хармън (на английски: Mark Harmon) е американски актьор, участвал в киното, театъра и телевизията от средата на 1970-те. От 2003 година той участва в популярната телевизионна серия NCIS в ролята на Лирой Джетро Гибс. През 1986 година списанието People го обявява за най-сексапилния мъж на годината. Два пъти е номиниран за „Еми“ и четири пъти за „Златен глобус“. От 1987 година е женен за актрисата Пам Доубър и има двама сина. Основно играе роли на полицаи или лекари.